# A Real Live One
A Real Live One je živé album britské heavymetalové skupiny Iron Maiden. Ačkoliv je album zařazeno jako živák, není to záznam samostatného koncertu. Jednotlivé skladby byly vybrány z Fear Of The Dark World Tour, pořádané na 9 různých místech po Evropě. Jako singl vyšla skladba Fear Of The Dark.
V roce 1998 byla album vydáno znovu jako A Real Live Dead One (2 CD), kdy bylo spojeno s živákem A Real Dead One.

## Seznam skladeb
1. "Be Quick or Be Dead" (Dickinson, Gers) – Nahráno na Super Rock 92, Mannheim, Německo, 15. srpna 1992
2. "From Here to Eternity" (Harris) – Nahráno na Valbyhallen, Kodaň, Dánsko, 25. srpna 1992
3. "Can I Play With Madness" (Smith, Dickinson, Gers) – Nahráno na Brabanthallen, Den Bosch, Nizozemsko, 2. září 1992
4. "Wasting Love" (Dickinson, Gers) – Nahráno v Grande halle de la Villette, Paříž, Francie, 5. září 1992
5. "Tailgunner" (Harris, Dickinson) – Nahráno v La Patinoire de Malley, Lausanne, Švýcarsko, 4. září 1992
6. "The Evil that Men Do" (Smith, Dickinson, Harris) – Recorded at Forest National, Brusel, Belgie, 17. srpna 1992
7. "Afraid to Shoot Strangers" (Harris) – Nahráno v Globe aréně, Stockholm, Švédsko, 29. srpna 1992
8. "Bring Your Daughter … To The Slaughter" (Dickinson) – Nahráno na Isshallen, Helsinki, Finsko, 27. srpna 1992
9. "Heaven Can Wait" (Harris) – Nahráno na festivalu Monsters of Rock, Reggio nell'Emilia, Itálie, 12. září 1992
10. "The Clairvoyant" (Harris) – Nahráno na Isshallen, Helsinki, Finsko, 27. srpna 1992
11. "Fear of the Dark" (Harris) – Nahráno na Isshallen, Helsinki, Finsko, 27. srpna 1992

## Sestava
- Bruce Dickinson – zpěv
- Dave Murray – kytara
- Janick Gers – kytara
- Steve Harris – baskytara
- Nicko McBrain – bicí
- Michael Kenney – klávesy